# Tortriciforma tamsi
Tortriciforma tamsi är en fjärilsart som beskrevs av Holloway 1976. Tortriciforma tamsi ingår i släktet Tortriciforma och familjen trågspinnare. Inga underarter finns listade i Catalogue of Life.